# Michael Robinson (giocatore di football americano)
Burton Michael Robinson (Richmond, 6 febbraio 1983) è un ex giocatore di football americano statunitense che ha giocato nel ruolo di fullback nella National Football League (NFL).
Fu scelto nel corso del 4º giro (100º assoluto) dai San Francisco 49ers nel Draft NFL 2006. Al college ha giocato a football alla Penn State University.

## Carriera universitaria
A Penn State, Robinson giocò nel ruolo di quarterback e wide receiver, guidando la squadra alla vittoria di conference nella Big Ten nel 2005 e vincendo nello stesso anno il premio di miglior giocatore offensivo dell'anno. Fu votato anche MVP della Big Ten dal Chicago Tribune.

## Carriera professionistica

### San Francisco 49ers

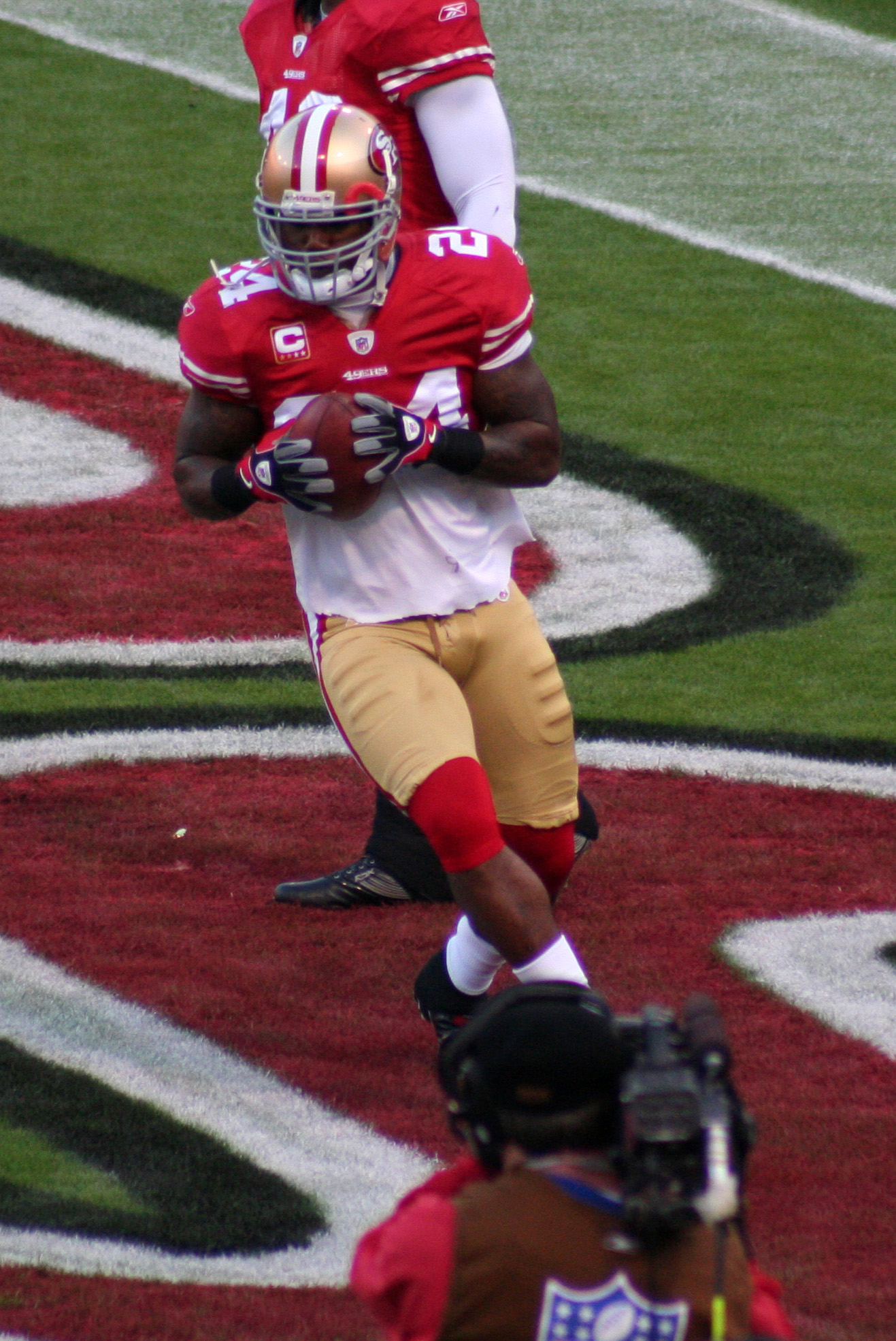
Robinson con i 49ers.

Robinson fu scelto nel quarto giro del Draft 2006 dai San Francisco 49ers. I 49ers lo convertirono in un running back. Il capo-allenatore dei 49ers Mike Nolan fu subito impressionato dal carattere e della forza di Robinson durante il training camp. Dopo una buona pre-stagione, Robinson si impose come il running back numero due della squadra dietro Frank Gore. Dopo che Robinson segnò i suoi primi due touchodown in carriera contro i Philadelphia Eagles nella settimana 3, Mike Nolan indicò la sua volontà di usare maggiormente Robinson in situazione di vicinanza alla goal line. Malgrado la dichiarazione di Nolan, in realtà i minuti giocati da Robinson diminuirono nel corso della stagione e non segnò nessun altro touchdown. Egli finì l'anno con 38 portate per 116 yard, 9 ricezioni per 47 yards e 2 touchdown.
Il 28 febbraio 2008 i 49ers prolungarono il contratto di Robinson per altri 3 anni.
A metà della stagione, Robinson prese il posto del fullback titolare dopo che il compagno di squadra Zak Keasey subì una lacerazione al bicipite che lo tenne fuori per il resto della stagione.

### Seattle Seahawks
Robinson fu svincolato da San Francisco il 3 settembre 2010 alla fine della pre-stagione 2010. Fu firmato il 6 settembre 2010 dai Seattle Seahawks su richiesta dell'ex giocatore dei 49ers e ed attuale allenatore al primo anno degli special team Jeff Ulbrich, che era stato compagno di squadra di Robinson per le precedenti 4 stagioni.
Il 12 dicembre 2011, contro i St. Louis Rams, Michael ritornò il suo primo touchdown in carriera come membro di uno special team dopo un punt bloccato. Dopo una stagione passata a bloccare avversari che consentirono al running back titolare Marshawn Lynch di stabilire il proprio record in carriera con 1.204 yard corse, il 19 gennaio 2012 Robinson fu convocato per il suo primo Pro Bowl come sostituto dell'infortunato fullback titolare John Kuhn.
Il 16 marzo 2012, Robinson firmò un prolungamento contrattuale coi Seahawks. Nella settimana 12 della stagione 2012, Robinson segnò il primo touchdown su ricezione dell'anno, il quarto in carriera, contro i Miami Dolphins. Il secondo lo segnò nell'ultimo turno di campionato contro i St. Louis Rams. La settimana successiva Robinson segnò un altro touchdown su ricezione contribuendo alla vittoria sui Washington Redskins nel primo turno dei playoff.
Il 31 agosto 2013, Robinson fu svincolato dai Seahawks ma tornò a firmare con la squadra il 22 ottobre 2013 dopo gli infortuni di Spencer Ware e Derrick Coleman. Finì col disputare 9 partite, di cui 3 come titolare nella stagione regolare, con la squadra che terminò col miglior record della NFC e nei playoff batté Saints e 49ers. Il 2 febbraio 2014, nel Super Bowl XLVIII contro i Denver Broncos, Seattle dominò dall'inizio alla fine della partita, vincendo per 43-8.  Robinson si laureò campione NFL ricevendo un passaggio da 7 yard nella gara. Fu l'ultima partita della sua carriera, ritirandosi dopo la finalissima.

## Palmarès

### Franchigia
- Super Bowl : 1

Seattle Seahawks: Super Bowl XLVIII
- National Football Conference Championship: 1

Seattle Seahawks: 2013

### Individuale
- Convocazioni al Pro Bowl: 1

2011

## Statistiche
| Partite totali         | 112 |
| Partite da titolare    | 19  |
| Yard su ricezione      | 610 |
| Touchdown su ricezione | 3   |